# 奇爾潘市鎮

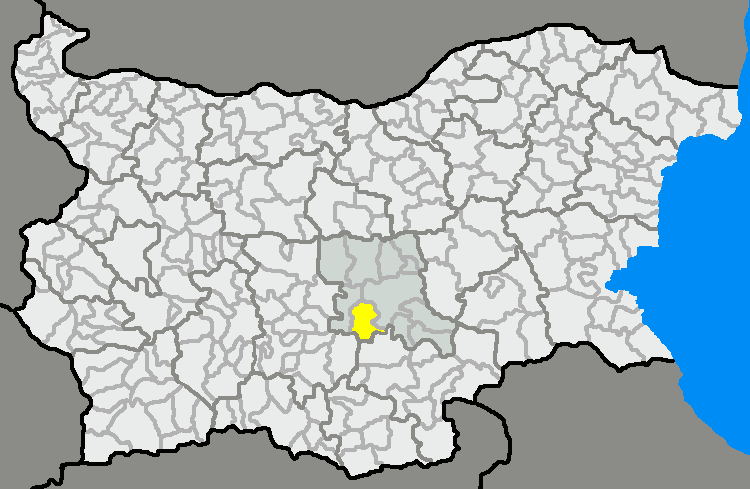

奇爾潘市，是保加利亞的城鎮，位於該國中南部，由舊扎戈拉州負責管轄，首府設於奇爾潘，面積522.87平方公里，2011年人口21,637，人口密度每平方公里41.38人。
42°11′00″N 25°19′00″E / 42.183333°N 25.316667°E